# 635
635 (DCXXXV) je bilo navadno leto, ki se je po julijanskem koledarju začelo na nedeljo.

## Dogodki
- 1. januar

## Rojstva
- Pipin Herstalski, frankovski majordom († 714)
- Klodvik II., frankovski kralj Nevstrije in Burgundije († 657)

## Smrti
- Al-Mutana ibn Harita, general Rašidunskega kalifata (* 570)